# 五月ヶ瀬
五月ヶ瀬（さつきがせ）とは、福井県坂井市に本店のある和菓子店。

## 概要
福井県を代表する銘菓「五月ヶ瀬煎餅」を製造販売している。五月ヶ瀬煎餅はカンカン帽のような形状のピーナッツ入りの堅焼き煎餅で、材料にマーガリンや卵を用いた甘みのある洋菓子のような風味の菓子。

## 沿革
- 1973年（昭和48年）9月1日 - 福井県坂井郡坂井町新庄で創業。
- 1975年（昭和50年）1月 -「五月ヶ瀬煎餅」の販売を開始。
- 1977年（昭和52年）3月31日 - 株式会社化。
- 1991年（平成3年）11月 - 福井県坂井市丸岡町（現在の本社の位置）に工場を建設。
- 1998年（平成10年）8月 - 工場と同じ住所に本社を移転。